# Стюарт, Бьянка
Бьянка Стюарт (род. 1988) — багамская легкоатлетка, которая специализируется в прыжках в длину. Многократная победительница чемпионатов Центральной Америки и Карибского бассейна. На олимпийских играх 2012 года не смогла выйти в финал. Участница чемпионата мира среди юношей 2005 года — 12-е место в квалификации.
В настоящее время владеет национальным рекордом — 6,81 м.

## Достижения
- 8-е место на чемпионате мира в помещении 2012 — 4,71 м